# 高井田車站 (東大阪市)
高井田車站（日语：／ Takaida eki */?）是位於日本大阪府東大阪市川俁，屬於大阪市高速電氣軌道（大阪地下鐵）中央線的鐵路車站。車站編號是C22。JR大阪東線的高井田中央站位於此站正上方，兩站之間沒有聯絡通道等但可互相轉乘。

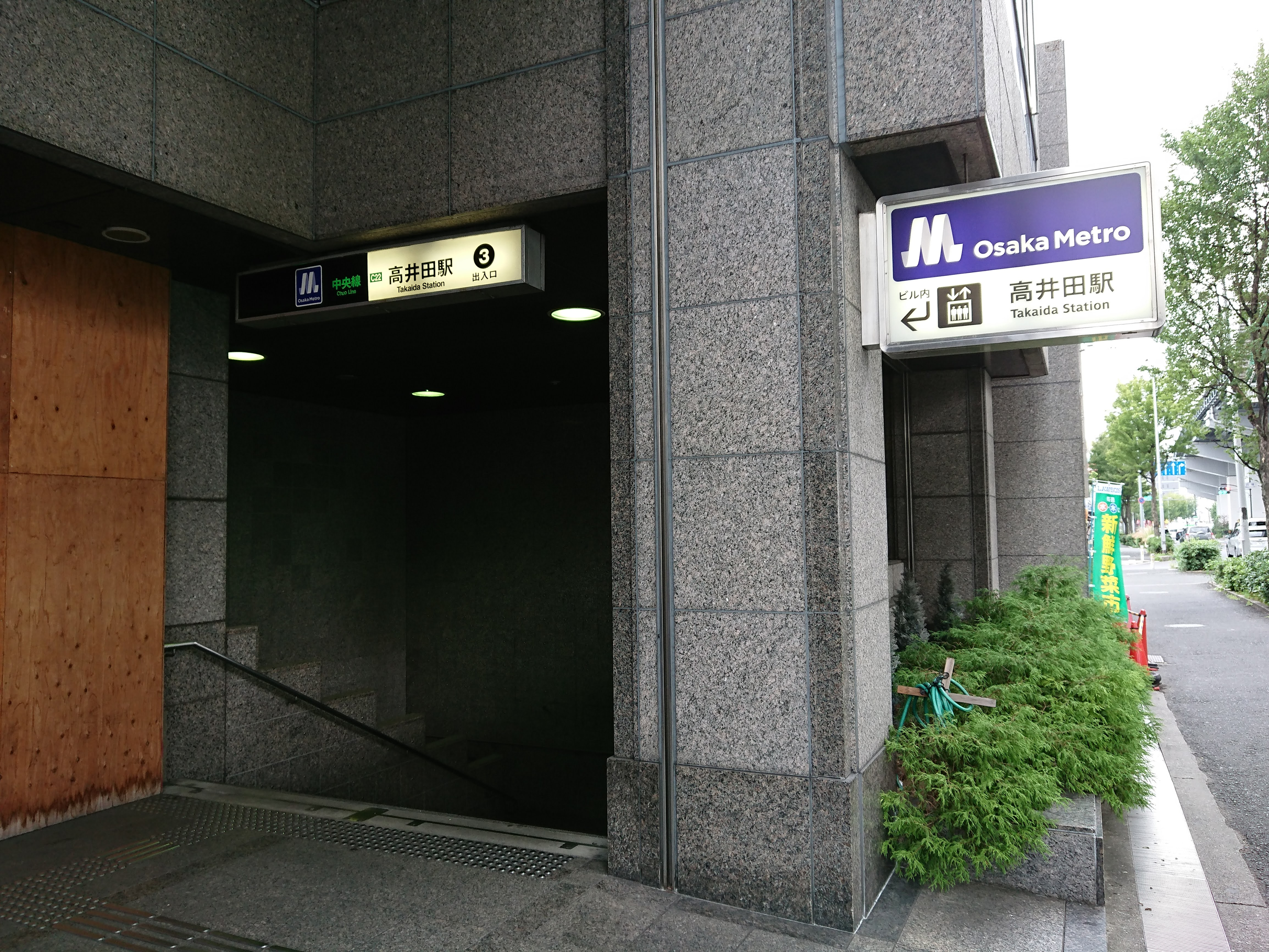
3號出入口(2020年9月)

## 車站構造

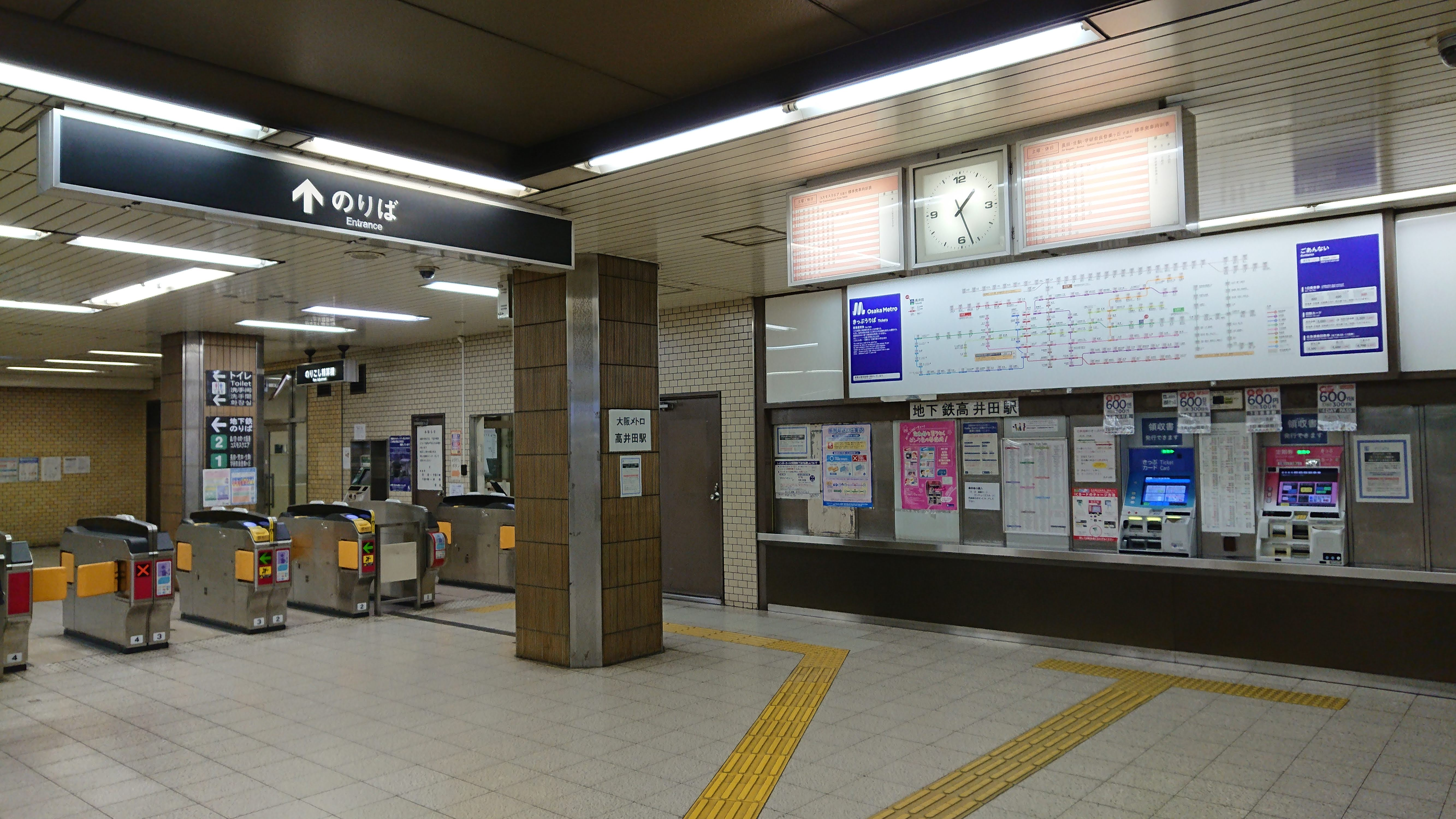
驗票口(2020年3月)

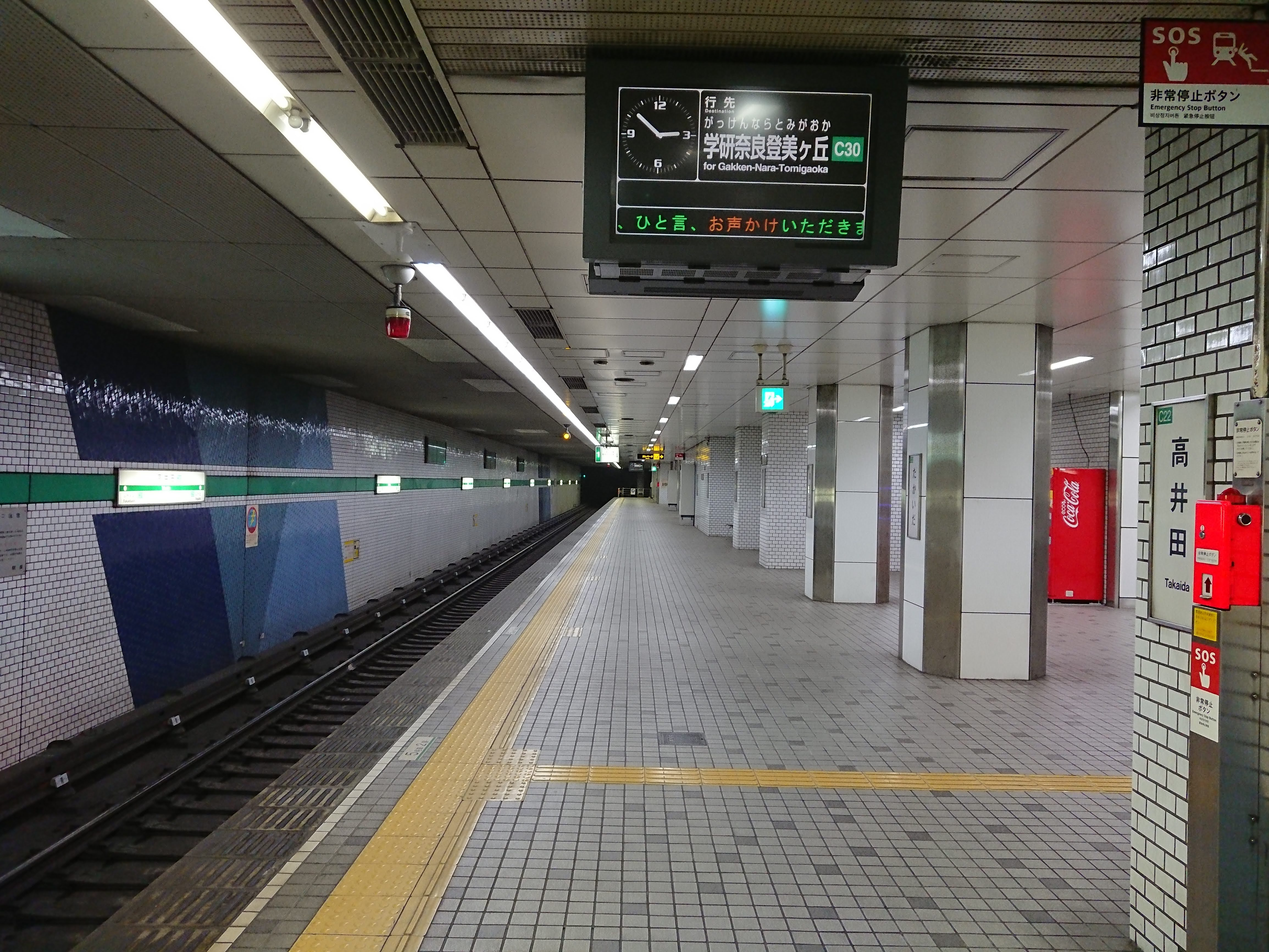
月台(2020年9月)

本站是地下車站，配置有一座島式月台共兩條乘車線。

### 月台配置
| 月台 | 路線   | 目的地                         |
| ---- | ------ | ------------------------------ |
| 1    | 中央線 | 長田、生駒、學研奈良登美丘方向 |
| 2    | 中央線 | 本町、弁天町、大阪港、夢洲方向 |

## 利用狀況
2018年11月13日1日上下車人次為17,012人（上車人次：8,844人，下車人次：8,168人）。
中央線車站上下車人次最少的車站。2008年大阪東線高井田中央站開業後，作為轉乘站有增加傾向。
| 年度   | 調查日   | 上車人次 | 下車人次 | 上下車人次 |
| ------ | -------- | -------- | -------- | ---------- |
| 1985年 | 11月12日 | 2,593    | 2,532    | 5,125      |
| 1987年 | 11月10日 | 3,981    | 3,934    | 7,915      |
| 1990年 | 11月06日 | 5,014    | 4,826    | 9,840      |
| 1995年 | 2月15日  | 5,862    | 5,336    | 11,198     |
| 1998年 | 11月10日 | 5,725    | 5,868    | 11,593     |
| 2007年 | 11月13日 | 5,927    | 5,811    | 11,738     |
| 2008年 | 11月11日 | 6,767    | 6,451    | 13,218     |
| 2009年 | 11月10日 | 6,803    | 6,567    | 13,370     |
| 2010年 | 11月09日 | 6,786    | 6,482    | 13,268     |
| 2011年 | 11月08日 | 6,802    | 6,527    | 13,334     |
| 2012年 | 11月13日 | 7,136    | 6,873    | 14,009     |
| 2013年 | 11月19日 | 7,325    | 7,104    | 14,429     |
| 2014年 | 11月11日 | 7,546    | 7,286    | 14,832     |
| 2015年 | 11月17日 | 7,856    | 7,549    | 15,405     |
| 2016年 | 11月08日 | 8,258    | 7,899    | 16,157     |
| 2017年 | 11月14日 | 8,315    | 8,037    | 16,352     |
| 2018年 | 11月13日 | 8,844    | 8,168    | 17,012     |

## 歷史
- 1985年（昭和60年）4月5日 - 配合大阪市營地下鐵中央線深江橋～長田間的路段通車，本站同步啟用。
- 2008年（平成20年）3月15日 - 配合大阪東線放出～久寶寺間路段的局部通車，成為轉乘站。

## 相鄰車站
大阪市高速電氣軌道（大阪地下鐵）
 中央線
深江橋（C21）－高井田（C22）－長田（C23）

## 外部連結
- 車站Guide：高井田 - Osaka Metro

34°40′43″N 135°34′23″E / 34.67861°N 135.57306°E